# 입학시험

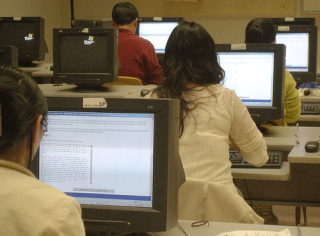

입학시험(Entrance examination)은 학교가 입학 지원자를 선별하기 위해 시행하는 시험이다. 포괄적으로 입시제도(Entrance examination system)를 의미하고 있다.

## 배경
학교에 입학 할 수 있는 정원이 제한되어 있고 또한 그 학교의 입학 지원자가 정원보다 많을 경우 정원만큼을 선발하기 위해 행해지는 경우가 많다. 일반적으로 진학을 위한 시험으로 지망 학교 선정, 교과 선택, 입학 시험 응시까지 포함한 프로세스이다. 줄여서 입시라고 부른다.
유치원에서 시작하여 대학원까지 입학시험을 치르고 있지만 초등학교부터 중학교까지는 의무교육에 해당되어 특별한 입학을 제외하고 대부분 입학시험은 생략되어 있다. 유치원과 사립 초등학교, 중학교에서 국악이나 예능, 기술은 특수한 경우이다.
하급학교에서 상급학교로 진학할 때에 지원자의 입학자격을 평가하고, 지원자가 수용인원을 초과할 경우에는 수용해야 할 학생을 선별하는 활동으로 각급학교 입학시 적용하는 시험은 크게 세 가지 기능을 가진다.
- 선발기능으로, 교육목적에 따라 필요한 인원을 능력과 적성에 맞도록 선발하는 것이다. 선발에 있어서는 상대적 기준에 의한 경우와 절대적기준에 의한 경우 및 상대적 기준과 절대적 기준을 겸용하여 수적 제한과 질적 수준을 동시에 고려하는 경우를 생각할 수 있으나, 대부분의 입학시험은 상대적 기준에 의하여 일정한 수의 입학자를 선발하는 것이 통례이다.
- 교육적 기능으로, 위의 선발기능에 비하면 결과적이고 부수적으로 생기는 기능이라고 할 수 있지만 그 영향력을 고려할 때 상당히 중요한 기능이라 할 수 있다.
- 사회경제적 기능으로, 학부모와 응시자들에게 경쟁심을 유발하고, 경제적 부담을 가중시키는 점 등을 지적할 수 있다.

## 역사
대학입학 예비고사의 시행결과, 예비고사는 대학입학 시험의 응시자격 여부를 판정하는 것이었으나, 1974학년도부터는 예비고사 성적이 대학 본고사 성적과 함께 대학입학시험 성적에 반영되었으나 1981년부터 대학 본고사가 폐지되면서 예비고사 성적은 고교 내신성적과 함께 대학입학 시험 성적에 반영되었다.
1981학년도부터는 예비고사라는 명칭이 학력고사로 바뀌어 1993학년도까지 시행되었으며, 1994학년도부터 학력고사는 수학능력시험으로 전환되고 일부 대학에서 본고사가 부활되었다. 대학입학 시험의 국가관리로는 1954년 대학입학연합고사와 1962년과 1963년의 국가고사제가 실시되기도 하였다.

## 같이 보기
- 학력고사
- 예비고사
- 대학수학능력시험
- 대학 수험
- 3불 정책
- 기여입학 특혜
- 고등학교 평준화 정책
- 대학 입시 센터 시험
- 대학추천을 위한 예비시험
- 대한민국의 대학 입시 제도
- 대학 입학 시험

## 참고 자료
- 「학생은 보통집단에서 가장 잘 교육된다」, 입시제도, 김윤곤 저, 여명빛(2005년, 256~267p)
- 「위대한 자식으로 길러내는 길」, 청년기(靑年期: 16~30세),  김윤곤 저, 여명빛(2010년, 172~181p)
- 「교육의 틀 바꿔야 대한민국이 산다」, 교육시스템 바꾸기: 시스템 혁명, 김영식 저, 매일경제신문사(2010년, 202~217p)